# 1987-es ifjúsági labdarúgó-világbajnokság
Az 1987-es ifjúsági labdarúgó-világbajnokságot október 10. és október 25. között rendezték, melynek Chile adott otthont. A tornát a jugoszláv csapat nyerte.

## Csoportkör
A csoportok első két helyezettje jutott a negyeddöntőbe, ahonnan egyenes kieséses rendszerben folytatódott a torna.
| Jelmagyarázat                                                            |
| ------------------------------------------------------------------------ |
| A csoportok első két helyezettje bejutott az egyenes kieséses szakaszba. |
| A csoportok harmadik és negyedik helyezettjei kiestek.                   |

### A csoport
| Csapat      | M | Gy | D | V | G+ | G– | Gk | P |
| ----------- | - | -- | - | - | -- | -- | -- | - |
| Jugoszlávia | 3 | 3  | 0 | 0 | 12 | 3  | +9 | 6 |
| Chile       | 3 | 2  | 0 | 1 | 7  | 4  | +3 | 4 |
| Ausztrália  | 3 | 1  | 0 | 2 | 2  | 6  | –4 | 2 |
| Togo        | 3 | 0  | 0 | 3 | 1  | 9  | –8 | 0 |

| 1987. október 10. 17:00 |

| Chile              | 2–4               | Jugoszlávia                        |
| ------------------ | ----------------- | ---------------------------------- |
| Tudor 17' Pino 67' | (1–2) Jegyzőkönyv | Boban 14' Štimac 19' Šuker 61' 63' |

| Santiago de Chile Nézőszám: 67 000 Játékvezető: Juan Carlos Loustau (argentin) |

| 1987. október 11. 17:00 |

| Togo          | 0–2               | Ausztrália                            |
| ------------- | ----------------- | ------------------------------------- |
| Somu 83′, 84′ | (0–2) Jegyzőkönyv | Edwards 7' Reynolds 13' Koch 31′, 76′ |

| Santiago de Chile Nézőszám: 15 000 Játékvezető: Abdullah Al Nasir (Szaúd-arábiai) |

| 1987. október 13. 17:00 |

| Chile                            | 3–0               | Togo        |
| -------------------------------- | ----------------- | ----------- |
| Pino 8' (11-esből) Tudor 32' 75' | (2–0) Jegyzőkönyv | Kegbalo 89′ |

| Santiago de Chile Nézőszám: 60 000 Játékvezető: Vincent Mauro (amerikai) |

| 1987. október 14. 17:00 |

| Jugoszlávia                        | 4–0               | Ausztrália |
| ---------------------------------- | ----------------- | ---------- |
| Brnović 7' Šuker 22' 71' Boban 67' | (2–0) Jegyzőkönyv |            |

| Santiago de Chile Nézőszám: 20 000 Játékvezető: Mohammed Hanszál (algériai) |

| 1987. október 17. 17:00 |

| Chile        | 2–0               | Ausztrália  |
| ------------ | ----------------- | ----------- |
| Pino 22' 52' | (1–0) Jegyzőkönyv | Kulcsar 44′ |

| Santiago de Chile Nézőszám: 75 000 Játékvezető: Emilio Soriano Aladren (spanyol) |

| 1987. október 18. 17:00 |

| Jugoszlávia                                          | 4–1               | Togo    |
| ---------------------------------------------------- | ----------------- | ------- |
| Mijatović 20' 33' Zirojević 53' Šuker 84' (11-esből) | (2–0) Jegyzőkönyv | Ali 75' |

| Santiago de Chile Nézőszám: 12 000 Játékvezető: Rune Larsson (svéd) |

### B csoport
| Csapat      | M | Gy | D | V | G+ | G– | Gk | P |
| ----------- | - | -- | - | - | -- | -- | -- | - |
| Olaszország | 3 | 2  | 1 | 0 | 5  | 2  | +3 | 5 |
| Brazília    | 3 | 2  | 0 | 1 | 5  | 1  | +4 | 4 |
| Kanada      | 3 | 0  | 2 | 1 | 4  | 5  | –1 | 2 |
| Nigéria     | 3 | 0  | 1 | 2 | 2  | 8  | –6 | 1 |

| 1987. október 11. 17:00 |

| Brazília                                              | 4–0               | Nigéria |
| ----------------------------------------------------- | ----------------- | ------- |
| Alcindo 20' André Cruz 29' William 35' 62' (11-esből) | (3–0) Jegyzőkönyv |         |

| Concepción Nézőszám: 27 000 Játékvezető: Allan Gunn (angol) |

| 1987. október 12. 17:00 |

| Olaszország                          | 2–2               | Kanada                |
| ------------------------------------ | ----------------- | --------------------- |
| Impallomeni 50' (11-esből) Melli 82' | (0–2) Jegyzőkönyv | Grimes 9' Mobilio 44' |

| Concepción Nézőszám: 13 500 Játékvezető: Enrique Labo Revoredo (perui) |

| 1987. október 14. 17:00 |

| Brazília | 0–1               | Olaszország |
| -------- | ----------------- | ----------- |
|          | (0–0) Jegyzőkönyv | Rizzolo 60' |

| Concepción Nézőszám: 18 000 Játékvezető: Rodolfo Martínez Mejía (hondurasi) |

| 1987. október 15. 17:00 |

| Nigéria             | 2–2               | Kanada                  |
| ------------------- | ----------------- | ----------------------- |
| Effa 5' Adekola 44' | (2–1) Jegyzőkönyv | Jansen 6' Domezetis 88' |

| Concepción Nézőszám: 5000 Játékvezető: Soetoyo Hartasardjono (indonéz) |

| 1987. október 17. 17:00 |

| Brazília       | 1–0               | Kanada |
| -------------- | ----------------- | ------ |
| André Cruz 82' | (0–0) Jegyzőkönyv |        |

| Concepción Nézőszám: 8000 Játékvezető: Octavio Sierra Mesa (kolumbiai) |

| 1987. október 18. 17:00 |

| Nigéria | 0–2               | Olaszország           |
| ------- | ----------------- | --------------------- |
|         | (0–2) Jegyzőkönyv | Carrara 23' Melli 24' |

| Concepción Nézőszám: 9000 Játékvezető: Guenther Abermann (kelet-német) |

### C csoport
| Csapat   | M | Gy | D | V | G+ | G– | Gk | P |
| -------- | - | -- | - | - | -- | -- | -- | - |
| NDK      | 3 | 2  | 0 | 1 | 6  | 3  | +3 | 4 |
| Skócia   | 3 | 1  | 2 | 0 | 5  | 4  | +1 | 4 |
| Kolumbia | 3 | 1  | 1 | 1 | 4  | 5  | –1 | 3 |
| Bahrein  | 3 | 0  | 1 | 2 | 1  | 4  | –3 | 1 |

| 1987. október 11. 17:00 |

| NDK        | 1–2               | Skócia                           |
| ---------- | ----------------- | -------------------------------- |
| Prasse 32' | (1–2) Jegyzőkönyv | McLeod 30' (11-esből) Butler 36' |

| Valparaíso Nézőszám: 10 000 Játékvezető: Arnaldo Coelho (brazil) |

| 1987. október 12. 17:00 |

| Kolumbia    | 1–0               | Bahrein |
| ----------- | ----------------- | ------- |
| Tréllez 10' | (1–0) Jegyzőkönyv |         |

| Valparaíso Nézőszám: 5000 Játékvezető: John B. Meachin (kanadai) |

| 1987. október 14. 17:00 |

| NDK               | 3–1               | Kolumbia               |
| ----------------- | ----------------- | ---------------------- |
| Sammer 9' 30' 70' | (2–0) Jegyzőkönyv | Tréllez 90' (11-esből) |

| Valparaíso Nézőszám: 4000 Játékvezető: Rune Larsson (svéd) |

| 1987. október 15. 17:00 |

| Skócia     | 1–1               | Bahrein                       |
| ---------- | ----------------- | ----------------------------- |
| Nisbet 76' | (0–1) Jegyzőkönyv | Al Kharraz 24' Thani 85′, 88′ |

| Valparaíso Nézőszám: 3000 Játékvezető: Badou Jasseh (gambiai) |

| 1987. október 17. 17:00 |

| NDK                  | 2–0               | Bahrein          |
| -------------------- | ----------------- | ---------------- |
| Liebers 78' Wosz 83' | (0–0) Jegyzőkönyv | Khalfan 66′, 87′ |

| Valparaíso Nézőszám: 2000 Játékvezető: Richard Lorenc (ausztrál) |

| 1987. október 18. 17:00 |

| Skócia                                           | 2–2               | Kolumbia         |
| ------------------------------------------------ | ----------------- | ---------------- |
| Wright 61' McLeod 74' (11-esből) Wright 38′, 66′ | (0–0) Jegyzőkönyv | Guerrero 48' 58' |

| Valparaíso Nézőszám: 5000 Játékvezető: Claude Bouillet (francia) |

### D csoport
| Csapat           | M | Gy | D | V | G+ | G– | Gk | P |
| ---------------- | - | -- | - | - | -- | -- | -- | - |
| NSZK             | 3 | 3  | 0 | 0 | 8  | 1  | +7 | 6 |
| Bulgária         | 3 | 2  | 0 | 1 | 3  | 3  | 0  | 4 |
| Egyesült Államok | 3 | 1  | 0 | 2 | 2  | 3  | –1 | 2 |
| Szaúd-Arábia     | 3 | 0  | 0 | 3 | 0  | 6  | –6 | 0 |

| 1987. október 11. 17:00 |

| Egyesült Államok | 0–1               | Bulgária      |
| ---------------- | ----------------- | ------------- |
|                  | (0–1) Jegyzőkönyv | Vassiliev 26' |

| Antofagasta Nézőszám: 18 000 Játékvezető: Jean Fidele Diramba (gaboni) |

| 1987. október 12. 17:00 |

| Szaúd-Arábia | 0–3               | NSZK                             |
| ------------ | ----------------- | -------------------------------- |
|              | (0–3) Jegyzőkönyv | Epp 6' Strehmel 27' Witeczek 31' |

| Antofagasta Nézőszám: 8000 Játékvezető: Carlo Longhi (olasz) |

| 1987. október 14. 17:00 |

| Egyesült Államok | 1–0               | Szaúd-Arábia |
| ---------------- | ----------------- | ------------ |
| Unger 73'        | (0–0) Jegyzőkönyv |              |

| Antofagasta Nézőszám: 5000 Játékvezető: Stjepan Glavina (jugoszláv) |

| 1987. október 15. 17:00 |

| Bulgária | 0–3               | NSZK                                      |
| -------- | ----------------- | ----------------------------------------- |
|          | (0–0) Jegyzőkönyv | Witeczek 50' (11-esből) 53' Reinhardt 59' |

| Antofagasta Nézőszám: 8000 Játékvezető: Enrique Marín Gallo (chilei) |

| 1987. október 17. 17:00 |

| Egyesült Államok | 1–2               | NSZK                    |
| ---------------- | ----------------- | ----------------------- |
| Constantino 44'  | (1–1) Jegyzőkönyv | Witeczek 36' Möller 73' |

| Antofagasta Nézőszám: 3500 Játékvezető: Toshikazu Sano (japán) |

| 1987. október 18. 17:00 |

| Bulgária                     | 2–0               | Szaúd-Arábia |
| ---------------------------- | ----------------- | ------------ |
| Slavtchev 31' Kalaydjiev 37' | (2–0) Jegyzőkönyv |              |

| Antofagasta Nézőszám: 8000 Játékvezető: Yi-Fa Chow (tajvani) |

## Egyenes kieséses szakasz
|  |                           |              |                          |                        |       |             |                        |                        |                        |                        |               |       |       |
|  | Negyeddöntők              | Negyeddöntők | Negyeddöntők             |                        |       | Elődöntők   | Elődöntők              | Elődöntők              |                        |                        | Döntő         | Döntő | Döntő |
|  | Negyeddöntők              | Negyeddöntők | Negyeddöntők             |                        |       | Elődöntők   | Elődöntők              | Elődöntők              |                        |                        | Döntő         | Döntő | Döntő |
|  | október 21. – Santiago    |              |                          |                        |       |             |                        |                        |                        |                        |               |       |       |
|  |                           |              |                          |                        |       |             |                        |                        |                        |                        |               |       |       |
|  | A1                        | Jugoszlávia  | 2                        |                        |       |             |                        |                        |                        |                        |               |       |       |
|  | A1                        | Jugoszlávia  | 2                        | október 23. – Santiago |       |             |                        |                        |                        |                        |               |       |       |
|  | B2                        | Brazília     | 1                        |                        |       |             |                        |                        |                        |                        |               |       |       |
|  | B2                        | Brazília     | 1                        |                        |       | Jugoszlávia | Jugoszlávia            | 2                      |                        |                        |               |       |       |
|  | október 21. – Valparaíso  |              |                          |                        |       | Jugoszlávia | Jugoszlávia            | 2                      |                        |                        |               |       |       |
|  |                           |              | NDK                      | NDK                    | 1     |             |                        |                        |                        |                        |               |       |       |
|  | C1                        | NDK          | NDK                      | NDK                    | 1     | 2           |                        |                        |                        |                        |               |       |       |
|  | C1                        | NDK          |                          |                        |       | 2           | október 25. – Santiago |                        |                        |                        |               |       |       |
|  | D2                        | Bulgária     | 0                        |                        |       |             |                        |                        |                        |                        |               |       |       |
|  | D2                        | Bulgária     | 0                        |                        |       | Jugoszlávia | Jugoszlávia            | 1 (5)                  |                        |                        |               |       |       |
|  | október 21. – Concepción  |              |                          |                        |       | Jugoszlávia | Jugoszlávia            | 1 (5)                  |                        |                        |               |       |       |
|  |                           |              | NSZK                     | NSZK                   | 1 (4) |             |                        |                        |                        |                        |               |       |       |
|  | B1                        | Olaszország  | NSZK                     | NSZK                   | 1 (4) | 0           |                        |                        |                        |                        |               |       |       |
|  | B1                        | Olaszország  | október 23. – Concepción |                        |       | 0           |                        |                        |                        |                        |               |       |       |
|  | A2                        | Chile        | 1                        |                        |       |             |                        |                        |                        |                        |               |       |       |
|  | A2                        | Chile        | 1                        |                        |       | Chile       | Chile                  | 0                      | Bronzmérkőzés          | Bronzmérkőzés          | Bronzmérkőzés |       |       |
|  | október 21. – Antofagasta |              |                          |                        |       | Chile       | Chile                  | 0                      | Bronzmérkőzés          | Bronzmérkőzés          | Bronzmérkőzés |       |       |
|  |                           |              | NSZK                     | NSZK                   | 4     |             |                        | október 25. – Santiago | október 25. – Santiago | október 25. – Santiago |               |       |       |
|  | D1                        | NSZK         | NSZK                     | NSZK                   | 4     | 1 (4)       |                        | október 25. – Santiago | október 25. – Santiago | október 25. – Santiago |               |       |       |
|  | D1                        | NSZK         |                          |                        |       |             |                        | NDK                    | NDK                    | 1 (3)                  |               |       |       |
|  | C2                        | Skócia       | 1 (3)                    |                        |       |             |                        | NDK                    | NDK                    | 1 (3)                  |               |       |       |
|  | C2                        | Skócia       | 1 (3)                    |                        |       | Chile       | Chile                  | 1 (1)                  |                        |                        |               |       |       |
|  |                           |              |                          |                        |       | Chile       | Chile                  | 1 (1)                  |                        |                        |               |       |       |

### Negyeddöntők
| 1987. október 21. 16:15 |

| Olaszország | 0–1               | Chile               |
| ----------- | ----------------- | ------------------- |
| Melli 84′   | (0–0) Jegyzőkönyv | Pino 73' (11-esből) |

| Concepción Nézőszám: 35 000 Játékvezető: Rune Larsson (svéd) |

| 1987. október 21. 16:15 |

| NDK                               | 2–0               | Bulgária |
| --------------------------------- | ----------------- | -------- |
| Steinmann 70' (11-esből) Wosz 83' | (0–0) Jegyzőkönyv |          |

| Valparaíso Nézőszám: 3000 Játékvezető: Allan Gunn (angol) |

| 1987. október 21. 16:15 |

| NSZK                              | 1–1 (h. u.)                 | Skócia              |
| --------------------------------- | --------------------------- | ------------------- |
| Reinhardt 8' Heidenreich 65′, 95′ | (1–1, 1–1, 1–1) Jegyzőkönyv | Nisbet 45' 22′, 85′ |
| Büntetőpárbaj                     |                             |                     |
|                                   | 4–3                         |                     |

| Antofagasta Nézőszám: 4000 Játékvezető: Juan Carlos Loustau (argentin) |

| 1987. október 21. 19:15 |

| Jugoszlávia                  | 2–1               | Brazília    |
| ---------------------------- | ----------------- | ----------- |
| Mijatović 52' Prosinečki 89' | (0–1) Jegyzőkönyv | Alcindo 44' |

| Santiago de Chile Nézőszám: 60 000 Játékvezető: Emilio Soriano Aladren (spanyol) |

### Elődöntők
| 1987. október 23. 16:15 |

| Chile | 0–4               | NSZK                                        |
| ----- | ----------------- | ------------------------------------------- |
|       | (0–3) Jegyzőkönyv | Eichenauer 9' Dammeier 15' Witeczek 36' 69' |

| Concepción Nézőszám: 36 000 Játékvezető: Claude Bouillet (francia) |

| 1987. október 23. 19:15 |

| Jugoszlávia                             | 2–1               | NDK        |
| --------------------------------------- | ----------------- | ---------- |
| Štimac 30' Šuker 70' Mijatović 65′, 76′ | (1–0) Jegyzőkönyv | Sammer 49' |

| Santiago de Chile Nézőszám: 35 000 Játékvezető: Richard Lorenc (ausztrál) |

### Bronzmérkőzés
| 1987. október 25. 15:00 |

| NDK           | 1–1 (h. u.)                 | Chile        |
| ------------- | --------------------------- | ------------ |
| Kracht 73'    | (0–0, 1–1, 1–1) Jegyzőkönyv | González 84' |
| Büntetőpárbaj |                             |              |
|               | 3–1                         |              |

| Estadio Nacional, Santiago de Chile Nézőszám: 65 000 Játékvezető: Arnaldo Coelho (brazil) |

### Döntő
| 1987. október 25. 18:00 |

| Jugoszlávia   | 1–1 (h. u.)                 | NSZK                    |
| ------------- | --------------------------- | ----------------------- |
| Boban 85'     | (0–0, 1–1, 1–1) Jegyzőkönyv | Witeczek 87' (11-esből) |
| Büntetőpárbaj |                             |                         |
|               | 5–4                         |                         |

| Estadio Nacional, Santiago de Chile Nézőszám: 65 000 Játékvezető: Juan Carlos Loustau (argentin) |

## Díjak
| Az 1987-es ifjúsági labdarúgó-világbajnokság győztese |
| ----------------------------------------------------- |
| · Jugoszlávia · 1. cím                                |

| 2. helyezett | 3. helyezett | 4. helyezett |
| ------------ | ------------ | ------------ |
| NSZK         | NDK          | Chile        |

| Golden Shoe     | Golden Ball       | FIFA Fair Play Díj |
| --------------- | ----------------- | ------------------ |
| Marcel Witeczek | Robert Prosinečki | NDK                |

## Gólszerzők
| 7 gólos - Marcel Witeczek 6 gólos - Davor Šuker 5 gólos - Camilo Pino 4 gólos - Matthias Sammer 3 gólos - Lukas Tudor - Zvonimir Boban - Predrag Mijatović 2 gólos - André Cruz - Alcindo - William - Igor Štimac - Miguel Guerrero - John Jairo Trellez | 2 gólos (folytatás) - Darius Wosz - Knut Reinhardt - Alessandro Melli - Joe McLeod - Scott Nisbet 1 gólos - Alistair Edwards - Kurt Reynolds - Mohamed Al Kharraz - Radko Kalaydjiev - Ivo Slavtchev - Dimitar Vassiliev - Pedro González Vera - Michael Constantino - Christian Unger - Branko Brnović - Robert Prosinečki - Ranko Zirojević | 1 gólos (folytatás) - Billy Domezetis - James Grimes - Steve Jansen - Dominic Mobilio - Adeolu Adekola - Okon Ene Effa - Marco Carrara - Stefano Impallomeni - Antonio Rizzolo - Torsten Kracht - Heiko Liebers - Joerg Prasse - Rico Steinmann - Detlev Dammeier - Henrik Eichenauer - Thomas Epp - Andreas Möller - Alexander Strehmel - John Butler - Paul Wright - Salissou Ali |

## Végeredmény
Az első négy helyezett utáni sorrend nem tekinthető hivatalosnak, mivel ezekért a helyekért nem játszottak mérkőzéseket. Ezért e helyezések meghatározásához az alábbiak lettek figyelembe véve:
1. több szerzett pont (a 11-esekkel eldöntött találkozók a hosszabbítást követő eredménnyel, döntetlenként vannak feltüntetve)
2. jobb gólkülönbség
3. több szerzett gól

A hazai csapat eltérő háttérszínnel kiemelve.
| Helyezés | Nemzet           | M | Gy | D | V | G+ | G– | Gk  | P  |
| -------- | ---------------- | - | -- | - | - | -- | -- | --- | -- |
| Arany    | Jugoszlávia      | 6 | 5  | 1 | 0 | 17 | 6  | +11 | 11 |
| Ezüst    | NSZK             | 6 | 4  | 0 | 2 | 14 | 3  | +11 | 8  |
| Bronz    | NDK              | 6 | 3  | 1 | 2 | 10 | 6  | +4  | 7  |
| 4.       | Chile            | 6 | 3  | 1 | 2 | 9  | 9  | 0   | 7  |
|          |                  |   |    |   |   |    |    |     |    |
| 5.       | Olaszország      | 4 | 2  | 1 | 1 | 5  | 3  | +2  | 5  |
| 6.       | Skócia           | 4 | 1  | 3 | 0 | 6  | 5  | +1  | 5  |
| 7.       | Brazília         | 4 | 2  | 0 | 2 | 6  | 3  | +3  | 4  |
| 8.       | Bulgária         | 4 | 2  | 0 | 2 | 3  | 5  | –2  | 4  |
|          |                  |   |    |   |   |    |    |     |    |
| 9.       | Kolumbia         | 3 | 1  | 1 | 1 | 4  | 5  | –1  | 3  |
| 10.      | Kanada           | 3 | 0  | 2 | 1 | 4  | 5  | –1  | 2  |
| 11.      | Egyesült Államok | 3 | 1  | 0 | 2 | 2  | 3  | –1  | 2  |
| 12.      | Ausztrália       | 3 | 1  | 0 | 2 | 2  | 6  | –4  | 2  |
| 13.      | Bahrein          | 3 | 0  | 1 | 2 | 1  | 4  | –3  | 1  |
| 14.      | Nigéria          | 3 | 0  | 1 | 2 | 2  | 8  | –6  | 1  |
| 15.      | Szaúd-Arábia     | 3 | 0  | 0 | 3 | 0  | 6  | –6  | 0  |
| 16.      | Togo             | 3 | 0  | 0 | 3 | 1  | 9  | –8  | 0  |